# Роберт Немечек
Роберт Немечек, (Београд, 26. мај 1949 — Београд, 9. јануар 2024) био је српски и југословенски музичар, уредник, организатор догађаја у вези с музиком.
Био је искусни медијски професионалац и слободни консултант за медије са преко 13 година искуства у овој области. Обављао је различите кључне улоге у телевизијској индустрији, показујући своју стручност и лидерство. Немечек је био главни и одговорни уредник на ТВ Авала од фебруара до децембра 2010. године, а од априла 2004. до априла 2007. играо је кључну улогу помоћника генералног директора РТС-а. Његов утицај се протеже на ТВ Б92, ТВ Авала и РТС Србије, Пинк, где је показао лидерство као главни и одговорни уредник и помоћник генералног директора.

## Биографија
Немечек је рођен 26. маја 1949. у Београду, у улици мајке Јевросиме бр. 42. Родитељи су му били отац Јан, музичар и концертмајстор и мајка Дивна, рођена Стефановић, рачуновођа. Његово музичко наслеђе је почело од његовог прадеде, даровитог виолинисте који је допутовао из Чешке, крајем 19. века, да се придружи краљевском оркестру у Краљевини Србији. Ова традиција везана за музику се наставила кроз наредне генерације, са дедом Јосипом Немечеком, који је имао кључну улогу у оснивању Београдске филхармоније, и оцем Јаном. Музички утицај породице проширио се на Лудвига, стрица Немечековог стрица, који се бавио џез трубом, и Људмилу, његову тетку, посвећену чланицу београдских мадригалиста. Немечеков деда, суоснивач Музичке академије и Београдске филхармоније, оставио је неизбрисив траг у културном пејзажу Србије, радећи и као предавач и као извођач у Београдској опери.
Након што је био избачен из више средњих школа, коначно је завршио Средњу музичку школу Станковић, где му је, како Немечек каже, помогла асоцијација са угледним музичарима из његове породице. Након средње школе одлази на служење војног рока 1976. године, а одмах након војске одлази у Енглеску, Лондон, где остао до 1979. године, и, по његовим речима, највише научио о медијским односима и њиховом утицају. Поново се пресељава у Лондон од 1983. до 1988. године, где је, између осталог, био дописник за разне листове под окриљем Политике.
Немечекова друга опсесија, поред музике, био је филм, а један од пресудних фактора била је чињеница да је Југословенска кинотека била иза угла његовог места становања и да је са пет година ишао тамо да гледа филмове. Роберт Немечек је српску јавност упознао са Симпсоновима, Никитом, Сопрановима, Досијеом икс, Пријатељима и другим, док је био уредник на ТВ Политика, Пинк, Б92 и РТС.
У својој музичкој каријери прво је свирао са групом Договор из 1804. затим у Џентлменима, а потом су настале Поп машина, касније и Рок машина са којима је остварио медијску популарност.
Преминуо је 9. јануара 2024. године у Београду.